# نیتن لوینسون
نیتن لوینسون (انگلیسی: Nathan Levinson؛ ۱۵ ژوئیهٔ ۱۸۸۸ – ۱۸ اکتبر ۱۹۵۲) یک مهندس صدا، و مهندس اهل ایالات متحده آمریکا بود.
وی همچنین برندهٔ جوایزی همچون جایزه اسکار بهترین میکس صدا شده است.

## بخشی از فیلمشناسی
- احمق آمریکایی خوش‌تیپ (۱۹۴۲)
- فراری از گروه مجرمان (۱۹۳۲)
- خیابان ۴۲ (فیلم) (۱۹۳۳)
- پیاده‌روی لاس‌زنی (۱۹۳۴)
- کاپیتان بلاد (فیلم ۱۹۳۵) (۱۹۳۵)
- زندگی امیل زولا (۱۹۳۷)
- چهار دختر (۱۹۳۸)
- شاهین دریا (فیلم ۱۹۴۰) (۱۹۴۰)
- گروهبان یورک (فیلم) (۱۹۴۱)
- راپسودی در بلو (فیلم) (۱۹۴۵)
- جانی بلیندا (فیلم ۱۹۴۸) (۱۹۴۸)
- اتوبوسی به نام هوس (فیلم ۱۹۵۱) (۱۹۵۱)
- شاهین دریا (فیلم ۱۹۴۰) (۱۹۴۰)
- گرگ دریا (فیلم ۱۹۴۱) (۱۹۴۱)
- نیروی هوایی (فیلم) (۱۹۴۳)
- زندگی ربوده‌شده (فیلم ۱۹۴۶) (۱۹۴۶)